# Мартин Чезлвит
«Ма́ртин Че́злвит» (англ. The Life and Adventures of Martin Chuzzlewit, часто просто Martin Chuzzlewit) — роман Чарльза Диккенса. Выходил отдельными выпусками в 1843—1844 годах. В книге отразились впечатления автора от поездки в США в 1842 году, во многом негативные. Роман посвящён знакомой Диккенса — миллионерше-благотворительнице Анджеле Бердетт-Куттс.

## Сюжет
В деревенской гостинице «Синий дракон» остановился загадочный старик в сопровождении юной девушки. Это богач Мартин Чезлвит-старший и его воспитанница Мэри. В той же деревне проживает и его дальний родственник Пексниф с двумя дочерьми — Чарити (Милосердие) и Мерси (Сострадание); он содержит пансион для юношей, из которых готовит будущих архитекторов. Пексниф созывает родичей: он знает, что Мартин поссорился с внуком — Мартином-младшим, и его беспокоит, что наследство может достаться Мэри. Мартин-старший покидает деревню.
Пекснифу удаётся заполучить Мартина-младшего в качестве ученика в свой пансион: он не теряет надежды с помощью внука подобраться к богатому дедушке. У Пекснифа Мартин-младший знакомится с его учеником Томом Пинчем, простодушным человеком, исполненным благодарности к Пекснифу, которого он считает своим «благодетелем»; любимое занятие Тома — игра на органе в деревенской церкви. Узнав о том, что Мартин поселился у Пекснифа, дед требует выгнать его. Мартин решает отправиться в Америку искать счастья; вместе с ним едет слуга из деревенской гостиницы — Марк Тэпли.
Пексниф отправляется в Лондон и сближается с другим родственником — братом Мартина-старшего, также богачом, Энтони и его сыном Джонасом. Вскоре Энтони умирает. Пексниф старается выдать за Джонаса одну из своих дочерей. Сначала Джонас ухаживает за Чарити (Черри), но потом выбирает младшую, жизнерадостную Мерси (Мерри).
В Америке Мартин-младший решает стать фермером; он покупает участок земли в месте под названием «Эдем». Оказывается, что торговцы недвижимостью обманули его: вместо перспективного города Мартин оказывается на краю чудовищного болота, где люди гибнут десятками от малярии. Страдания меняют характер Мартина: он осознаёт, что вёл себя эгоистично как по отношению к деду, так и к его воспитаннице Мэри, с которой был тайно помолвлен.

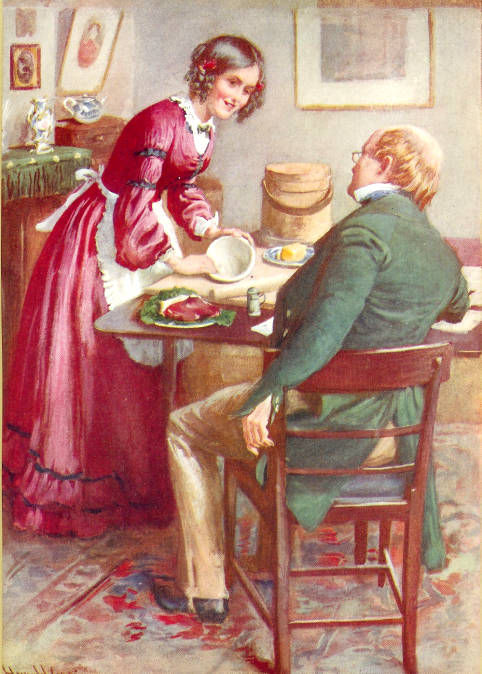
Рут Пинч готовит для брата пудинг в их новом доме в Лондоне. Иллюстрация Гарольда Коппинга (1863—1932) из книги Character Sketches from Dickens (1924), подготовленной Б. У. Мэтцем и дочерью Диккенса — Кейт Перуджини

С помощью американского друга Мартину удаётся вернуться в Англию. На пути туда и обратно Мартин встречает множество карикатурных персонажей: «звезду» псевдоинтеллектуальной элиты миссис Хомини, беспринципного журналиста Джефферсона Брика, гротескного сенатора Илайджу Погрэма. Устами Мартина и Марка Тэпли Диккенс осуждает пороки американского общества: работорговлю, перерастающий во вседозволенность либерализм, всеобщее хамство, любовь к нездоровым сенсациям.
Тем временем Том Пинч осознает истинный характер Пекснифа — лицемера и любителя легкой наживы. Он уезжает в Лондон и поселяется там вместе со своей сестрой Рут. Вскоре туда возвращается Мартин-младший.
В браке с Джонасом Чезлвитом Мерси страдает; он дурно обращается с ней, бьёт её. Джонас связывается с подозрительным типом по имени Монтегю Тигг и становится компаньоном в его страховой фирме. За приличным фасадом скрывается жульническая афера. Тигг начинает шантажировать Джонаса, и Джонас убивает его. Выясняется, что в своё время Джонас задумал убийство своего отца, но старик Энтони понял замысел сына и не стал принимать «лекарство»: его смерть была естественной. Джонас ликует, считая, что ему удалось выпутаться, но тут его арестовывают за убийство Тигга. Джонас принимает яд. Детективный сюжет с разоблачением преступлений Джонаса дал Диккенсу возможность вывести на сцену одного из самых запоминающихся второстепенных персонажей — сиделку Сару Гэмп с её нелепым лондонским говором.
В конце концов Мартин примиряется с дедом; они оба понимают, что вели себя эгоистично. Дед разрешает Мартину жениться на Мэри. Старик Чезлвит берёт на себя заботу о Мерси и её ребёнке. Пексниф разорён, а от его старшей дочери Чарити сбегает жених в день свадьбы. Сестра Тома Пинча — Рут, выходит замуж за одного из бывших учеников Пекснифа — Джона Уэстлока, который всегда с почтением относился к Тому. Марк Тэпли возвращается в гостиницу «Дракон» и женится на её владелице, вдове миссис Льюпин. Том Пинч по-прежнему играет на органе, радуясь счастью друзей. Втайне он любит Мэри, ещё с её первого появления в деревне, но понимает, что его любовь безнадёжна. Его утешает дружба с маленькой девочкой — дочерью Мэри и Мартина.

## Персонажи

### Чезлвиты и их родственники

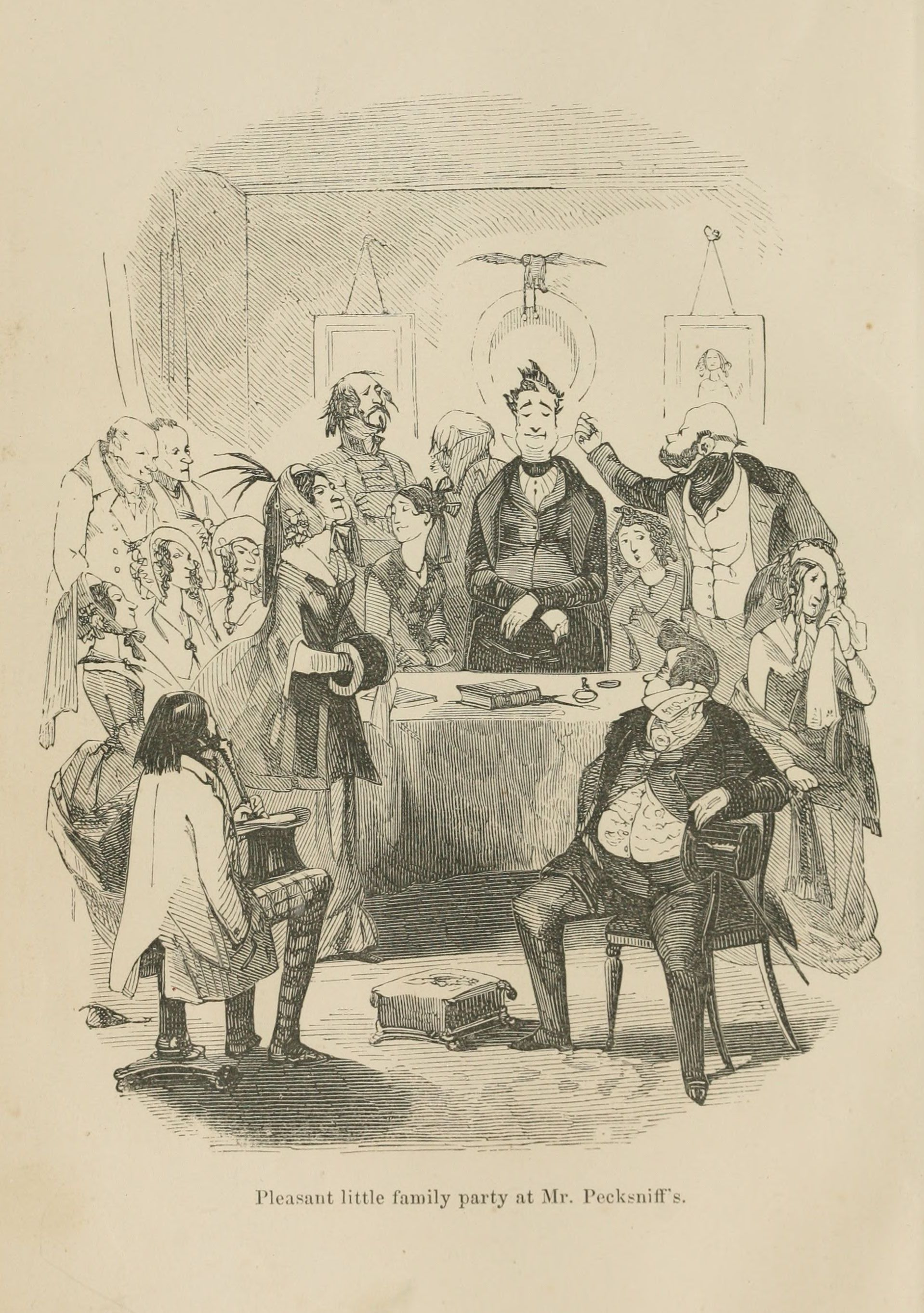
Семейное собрание в доме Пекснифа.
Иллюстрация «Физа» (Х. Н. Брауна)

- Мартин Чезлвит-старший — одинокий богатый старик; его ближайший родственник — внук Мартин.
- Мартин Чезлвит-младший — внук Мартина-старшего, молодой человек, страдающий от деспотичного характера деда.
- Энтони Чезлвит — младший брат Мартина, богатый бизнесмен. Умирает в середине книги.
- Джонас Чезлвит — сын Энтони; мечтает о смерти отца и наследстве; пытается отравить отца. Убивает своего делового партнёра Монтегю Тигга и кончает с собой, чтобы избежать ареста.
- Сет Пексниф — дальний родственник Чезлвитов; содержит пансион, где молодые люди могут обучаться у него архитекторскому искусству. Законченный лицемер, имя которого стало в английском языке нарицательным. Экономит на еде для учеников и ворует у них архитектурные проекты.
- Чарити (Черри) Пексниф — старшая дочь Сета Пекснифа, стареющая кокетка. Пытается женить на себе бывшего воздыхателя своей сестры, но безуспешно: тот сбегает в день свадьбы.
- Мерси (Мерри) Пексниф — младшая дочь Сета Пекснифа, беззаботная молодая особа. Выходит замуж по расчёту за Джонаса Чезлвита, который ей противен. Джонас грубо обращается с ней и даже бьёт. В конце книги остается вдовой.
- Чиви Слайм — слабовольный родственник Чезлвитов; в начале книги — приятель Монтегю Тигга. Потом оказывается, что он поступил в лондонскую полицию; «по-родственному» помогает Джонасу покончить с собой во время ареста.
- Миссис и мистер Спотлтоу — племянница Мартина-старшего и её муж. Надеются на наследство; в финале книги присутствуют при позоре Чарити, от которой сбежал жених.
- Определённую роль в книге играют и другие родственники Чезлвитов — «решительная особа» (жена покойного брата Мартина-старшего, теперь вдова с несколькими дочерьми), «глухая кузина», кузен Джордж и «молодой человек с неопределённой физиономией».
- Мэри Грейм — сирота, воспитанница Мартина-старшего. Помолвлена с Мартином-младшим.

### Другие персонажи

#### В Англии

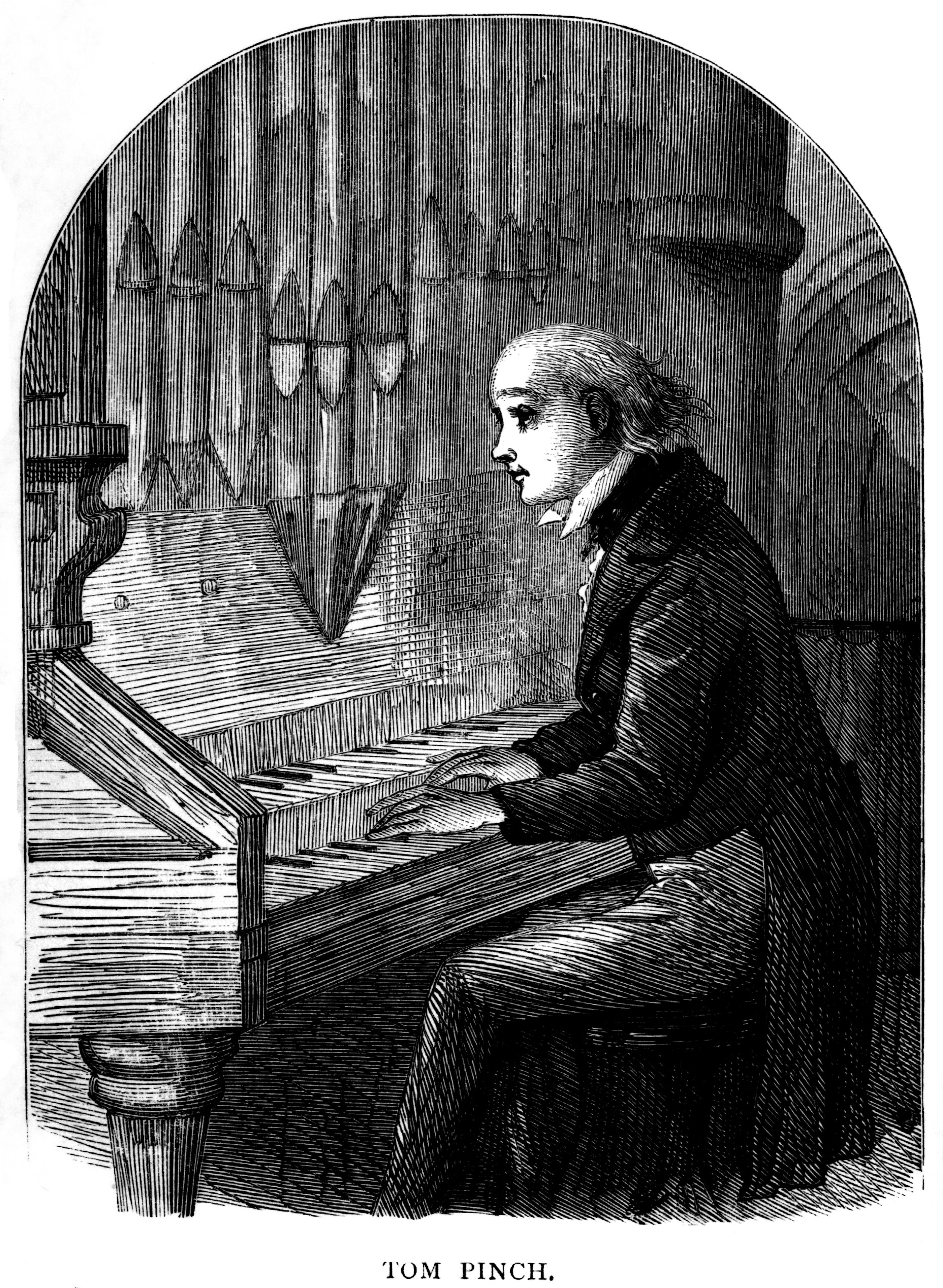
Том Пинч играет на органе. Иллюстрация С. Эйтинга

- Джордж Уэстлок — пансионер Пекснифа; находит работу в Лондоне, где впоследствии встречается с Томом Пинчем; женится на Рут Пинч.
- Миссис Льюпин — хозяйка гостиницы «Синий дракон».
- Марк Тэпли — помощник в гостинице «Синий дракон». Придерживается своеобразной жизненной философии: считает, что надо всегда быть весёлым, но при этом быть весёлым в благоприятных обстоятельствах — заслуга небольшая. Поэтому он ищет приключений и отправляется с Мартином-младшим в Америку. Здесь он убеждается, что в гостях хорошо, а дома лучше, и возвращается к влюблённой в него миссис Льюпин.
- Том Пинч — студент Пекснифа; одинокий и уже немолодой, он остался у своего «благодетеля», исполняя фактически роль слуги. Осознав лицемерную сущность Пекснифа, Том уходит от него и поселяется в Лондоне вместе со своей сестрой Рут, которая также оставляет злых хозяев. Преданный друг Мартина-младшего; влюблён в Мэри Грейм.
- Рут (Руфь) Пинч — сестра Тома. Долго работала гувернанткой в Лондоне; обожает брата. В конце книги выходит замуж за Джорджа Уэстлока.
- Монтегю Тигг — аферист, приятель родича Чезлвитов Чиви Слайма. Меняет фамилию и имя местами, придавая им более благородный вид — Тигг Монтегю. С помощью благообразного доктора Джоблинга учреждает жульническую «страховую компанию»: цель учредителей — собрать побольше денег и сбежать. Шантажирует Джонаса Чезлвита, который сначала пытается бежать со своей беременной женой за границу, а потом убивает Тигга.
- Миссис Тоджерс — хозяйка пансиона в Лондоне. Возможно, мечтает женить на себе вдового Пекснифа. По-доброму относится к его дочерям и приходит на помощь Мерси в трудную минуту.
- Мистер Неджет — таинственный персонаж, занимающийся расследованием преступлений Джонаса.
- Сара Гэмп — сиделка, коренная жительница Лондона с несуразной манерой выражаться. Постоянно упоминает свою несуществующую приятельницу миссис Гаррис, её семью и детей.
- Чаффи — старый конторщик в фирме Энтони Чезлвита. Старик Энтони рассказывает ему, что знает о плане сына отравить его.
- Льюсом — аптекарь, у которого Джонас покупает яд. Угрызения совести приводят его к болезни.

#### В Америке
- Мистер Бивен — единственный порядочный американец, которого удалось встретить Мартину и Марку.
- Зефания Скэддер — владелец компании «Эдем», жулик, наживающийся на распродаже участков на малярийном болоте.
- Джефферсон Брик — беспринципный журналист с инфантильной внешностью.
- Миссис Хомини — писательница и журналистка, пишущая под псевдонимом «Мать современных Гракхов» (на самом деле у неё только замужняя дочь). Проживает в местечке Новые Фермопилы.
- Соседи — английская супружеская пара, вместе с Марком и Мартином купившая участок в «Эдеме». Здесь они теряют своих детей, которые умирают от малярии, но им удаётся вернуться в Англию, где они встречаются с героями.

## Художественные особенности
Роман отмечает многие новые пути в творчестве Диккенса. Жульническая «Англо-бенгальская компания беспроцентных ссуд и страхования жизни» становится первым в творчестве Диккенса гротескным учреждением, которое затягивает персонажа, проявляет в нём самое худшее. В романе нет абсолютного, «готического» зла, и таких абсолютно негативных персонажей, какими были Фейгин в «Оливере Твисте» или Сквирс в «Николасе Никльби». Автор пытается показать, что зло может быть скрыто внутри человека (эгоизм Мартина, легкомыслие Марка); оно обыденно — лицемерие Пекснифа, нечистоплотность и неряшливость Сары Гэмп — явления повседневной жизни.

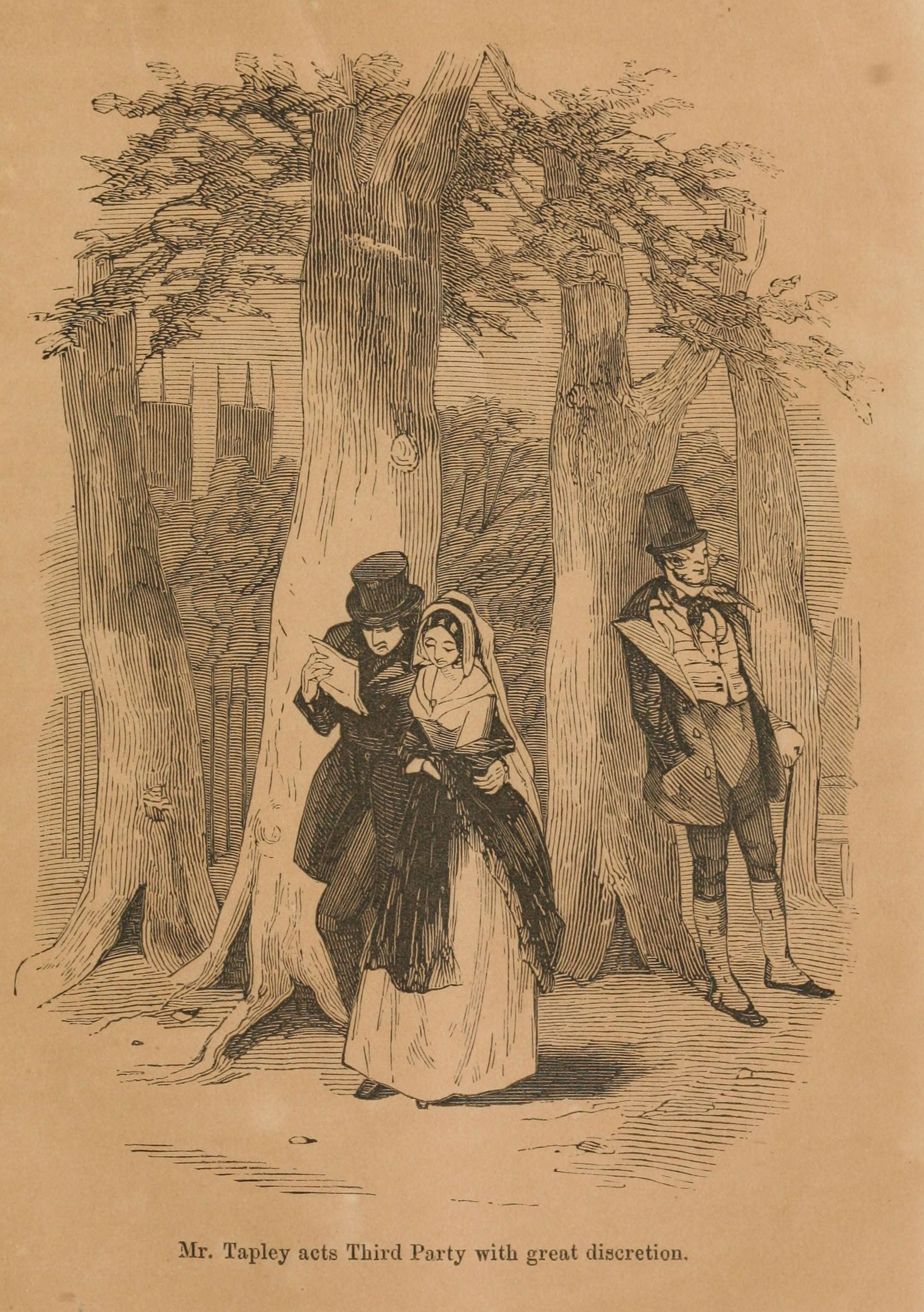
Встреча Мартина-младшего и Мэри Грейм в присутствии Марка Тэпли перед отъездом в Америку

## Критика
Критика американского образа жизни в книге вызвала резко отрицательную реакцию общественности США. В Англии и в Европе роман был принят положительно. В. Г. Белинский отзывался о нём так: «…едва ли не лучший роман даровитого Диккенса. Это полная картина современной Англии со стороны нравов и вместе яркая, хотя, может быть, и односторонняя картина общества Северо-Американских Штатов. Что за неистощимость изобретения, что за разнообразие характеров, так глубоко задуманных, так верно очерченных! Что за юмор! что за слог!… В „Мартине Чодзльвите“ заметна необыкновенная зрелость таланта автора; правда, развязка этого романа отзывается общими местами; но такова развязка у всех романов Диккенса». Американские главы заинтересовали и славянофила И. С. Аксакова: «На днях прочёл я вторую часть романа Диккенса. Описание Америки очень интересно, хоть и видна национальная ненависть. Как отвратительны Соединённые Штаты, эти гнилые плоды Европы на чужой почве, эти преждевременно перезревшие дети». Известно, что Достоевский восхищался Диккенсом: есть предположение, что изображение психологии убийцы Джонаса в «Мартине Чезлвите» повлияло на возникновение образа Раскольникова. Лицемерие Пекснифа («я хочу любить человечество — и знать, что не разочаруюсь в моих ближних») сопоставляется с Фомой Опискиным у Достоевского («Дайте, дайте мне человека, чтобы я мог любить его!»). Переживания Джонаса, считавшего, что он убил своего отца, неоднократно сопоставлялись с коллизиями «Братьев Карамазовых». Л. Н. Толстой также неоднократно перечитывал роман.

## Экранизации и адаптации
Роман неоднократно экранизировался (1912, 1914, 1964, 1994).
- Мартин Чезлвит, режиссёры Оскар Апфель[англ.], Джеймс Сирл-Доули, США, 1912
- Мартин Чезлвит, режиссёры Оскар Апфель[англ.] и Треверс Вейл[англ.], США, 1914
- Мартин Чезлвит (сериал 1994 года) — фильм из 6 серий. В ролях: Пол Скофилд (Мартин-старший), Том Уилкинсон (Пексниф), Питер Постлетуэйт (Тигг), Джулия Савала (Мерси) и другие.

К двухсотлетию со дня рождения Диккенса радио BBC подготовило радиопостановку «Мартина Чезлвита» под названием «Мумбайские Чезлвиты» (автор — Айиша Менон), где действие перенесено в современный Мумбаи (Индия).

## Издания
На языке оригинала роман был полностью издан в 1844 году. Русский перевод под названием «Жизнь и приключения Мартина Чодзльвита» появился параллельно с английским изданием в журнале «Отечественные записки» в 1843—1844 году и впоследствии неоднократно переиздавался. Современный перевод на русский язык выполнен Н. Л. Дарузес; этот перевод высоко оценён Н. Любимовым.